# Grej
Grej (simbol: Gy) je SI izvedena mjerna jedinica za apsorbiranu dozu ionizirajućega zračenja, izražena kao omjer upijene ili apsorbirane energije i mase ozračenoga tijela: 1 Gy = 1 J/kg. Nazvana je prema britanskom fizičaru Louisu Haroldu Grayu.
{\displaystyle 1\ \mathrm {Gy} =1\ {\frac {\mathrm {J} }{\mathrm {kg} }}=1\ \mathrm {m} ^{2}\cdot \mathrm {s} ^{-2}}
Radi poznavanja povijesti i proučavanja povijesnih knjiga valja navesti da je prije uvođenja SI jedinica, jedinica za apsorbiranu dozu bila rad (engl. Radiation Absorbed Dose). Pri tome vrijedi 1 Gy = 100 rad. Dakle rad je 100 puta manja jedinica od Gy. Apsorbirana doza se može mjeriti na više načina, no u praksi se ne mjeri, nego se informacija o apsorbiranoj dozi dobiva poznavanjem ili određivanjem ekspozicije.
Apsorbirana doza ili punim nazivom apsorbirana doza ionizirajućeg zračenja (skraćeno doza; D) je količina energije ionizirajućeg zračenja koju apsorbira tvar na koju zračenje djeluje. Učinci ovise ponajviše o apsorbiranoj energiji i osobinama tvari koja je energiju apsorbirala. Kada se liječi rak s ionizirajućim zračenjem (radioterapija), liječnik će obično propisati radioterapiju u grejima (Gy). Ako govorimo o opasnosti ili riziku od ionizirajućeg zračenja, onda govorimo o ekvivalentnoj dozi, a SI izvedena mjerna jedinica je sivert (Sy).

## Ekvivalentna doza
Kako apsorbirana doza, u različitim uvjetima, ne izražava dovoljno precizno težinu štetnih učinaka zračenja na organizam, uveden je pojam ekvivalentne doze (ekvivalentan - jednakomjeran, istog značaja). Ekvivalentna doza ili dozni ekvivalent (H, eng. RBE – Relative Biological Effectiveness) je jednaka umnošku apsorbirane doze (D), faktora kvaliteta (Q), i proizvoda ostalih čimbenika (N). Jedinica za ekvivalentnu dozu je Sv (sivert, Sv = J/kg).
Dakle:
H = D x Q x N
gdje je: H - ekvivalentna doza ili dozni ekvivalent u Sv (sivert; Sv = J/kg), D - apsorbirana doza Gy (grey; Gy = J/kg), Q - faktor kvalitete je faktor kojim trebamo pomnožiti apsorbiranu dozu (D) kako bi saznali kolika je šteta nanesena ozračenim jedinkama bilo kojom vrstom ionizirajućeg zračenja. Q ovisi o linearnom prijenosu energije (LPE) pojedinih vrsta zraka, N - proizvod svih ostalih modifikacijskih čimbenika, za sada se uzima N = 1.
Povijesti radi, potrebno je spomenuti staru jedinicu za dozni ekvivalent. To je bio rem (engl. Rentgen Equivalent for Men). 1Sv = 100 rem ili rem je sto puta manja jedinica od Sv. Okvirno, male doze zračenja su do 0,2 Gy gama zračenja. Kada se radi o učincima malih doza ionizacijskog zračenja, nije dovoljno poznavati samo D, nego treba znati o kojoj vrsti ionizacijskog zračenja se radi. Naime, učinci neće biti isti ako je D ista, a različito je ionizacijsko zračenje, jer je različit linearni prijenos energije, pa je različit Q.

### Ekspozicija
Ekspozicija je zbroj električnih naboja svih iona istog naboja stvorenih u jedinici mase tvari pri prolasku rendgenskih ili gama zraka. Kratica za ekspoziciju je X, a jedinica za ekspoziciju je C/kg (kulon po kilogram). C/kg je ona količina rendgenskih ili gama zračenja koja će u kg tvari (zraku) stvoriti ione ukupnog naboja od 1 kulon. Jedinica ekspozicije izvan SI sustava je rendgen (R); 1C/kg = 3867 R. Ako se primjeni da je energija ionizacije za zrak 36,161 J/C, onda vrijedi 1 Gy ≈ 115 R.

## Primjeri
Kod liječenja raka s ionizirajućim zračenjem, količina ovisi o vrsti i stupnju raka koji se liječi. Za liječenje raka kože, epitelne stanice se obično ozračuju u rasponu od 60 do 80 Gy, dok za limfom se koristi 20 do 40 Gy. Zaštitne ili preventivne doze zračenja se kreću obično u rasponu od 45 do 60 Gy. Kod snimanja rendgenskim zračenjima, prosječne doze za trbušni dio je oko 1,4 mGy, a za računalnu tomografiju trbuha je 8 mGy. Kod snimanja zdjelice vrijednosti su 25 mGy, a za istovremenu računalnu tomografiju trbuha i zdjelice oko 30 mGy.